# Paul Heyman
Paul Heyman (* 11. září 1965) je americký profesionální wrestlingový manažer a bývalý promotér, který je v současné době pracuje ve společnosti WWE. V této pozici působil jako manažer rekordních šesti světových šampionů (Big Show, Kurt Angle, Brock Lesnar, CM Punk, Rob Van Dam a Roman Reigns). Jeho manažerské dovednosti jsou všeobecně chváleny.
V profesionálním wrestlingu debutoval v roce 1986 a proslavil se jako generální ředitel a tvůrčí síla společnosti Extreme Championship Wrestling (ECW), kde pracoval až do jejího ukončení činnosti v roce 2001. Předtím vystupoval pod pseudonymem Paul E. Dangerously a pracoval například pro World Championship Wrestling (WCW). Je spolumajitelem newyorské agentury Looking4Larry.
V roce 2005 byl uveden do Síně slávy Wrestling Observer Newsletter a 5. dubna 2024 i do Síně slávy WWE.

## Mládí
Narodil se 11. září 1965 v newyorské čtvrti Bronx židovským rodičům Sulamity a Richardovi S. Heymanovým. Jeho otec byl významným advokátem a veteránem Druhé Světové války. Matka přežila holocaust a prošla Osvětimí, Bergen-Belsenem a ghettem v Lodži. V jedenácti letech provozoval z domova zásilkový obchod se sportovními suvenýry. Ještě jako teenager se jako fotoreportér dostal do zákulisí akce World Wide Wrestling Federation (WWWF) v Madison Square Garden. Za několik svých fotografií dostal zaplaceno. Vystudoval střední školu Edgemont High School. Navštěvoval SUNY Purchase a pracoval začal pracovat jako moderátor v rozhlasové stanici SUNY a v newyorské rozhlasové stanici WARY-FM pro Westchester Community College. Později se stal producentem a promotérem newyorského nočního klubu Studio 54.

## Osobní život
Je otcem dvou dětí.
Trpí nespavostí. Je velkým filmovým nadšencem a jako své oblíbené filmy uvádí Andělé se špinavou tváří (1938) a Léon. Dále je fanouškem zpěváka Henryho Rollinse.

## Ocenění a úspěchy
- Inside The Ropes Magazine
  - Manager of the Year (2020)
- Pro Wrestling Illustrated
  - Faction of the Year (2022) – s The Bloodline
  - Manager of the Year (1992)
- WWE
  - WWE Hall of Fame (Class of 2024)
  - WWE Year-End Award (1x)
    - Best on the Mic (2018)

  - Slammy Award (1 time)
    - Mic Drop of the Year (2024)
- Wrestling Observer Newsletter
  - Feud of the Year (2023) The Bloodline vs. Kevin Owens a Sami Zayn
  - Best Color Commentator (1991)
  - Best Booker (1994–1997, 2002)
  - Best on Interviews (2013–2014)
  - Best Non-Wrestler (2001, 2002, 2004, 2012–2014, 2018, 2019, 2021, 2022)
  - Best Non-Wrestler of the Decade (2010s)
  - Best on Interviews of the Decade (2010s)
  - Most Disgusting Promotional Tactic (2012) Angle a CM Punk, zneužití skutečného infarktu Jerryho Lawlera a přehrání záběrů, na kterých je blízko smrti.
  - Wrestling Observer Newsletter Hall of Fame (Class of 2005)